# Benno Sterzenbach
Benno Sterzenbach, né le 3 mars 1916 à Osnabrück et mort le 13 septembre 1985 à Feldafing, est un acteur de cinéma, de théâtre et de télévision allemand.

## Biographie
Son premier grand rôle au théâtre était celui d'Adelheid dans Götz von Berlichingen aux côtés d'Ellen Schwiers lors du festival de Jagsthausen. À la télévision, il apparait surtout dans des représentations théâtrales filmées : Der Richter und sein Henker (1957) de Friedrich Dürrenmatt, Der Schlaf der Gerechten (1962) d'Albrecht Goes ou Mirandolina (1963) de Carlo Goldoni.
Suspecté d'espionnage à cause de ses relations éditoriales, il est arrêté par la Gestapo en 1941, puis emprisonné durant un mois pendant lequel il n'aura de cesse de clamer son innocence. Il est finalement libéré faute de preuves après un procès expéditif. Cet épisode le poussera à censurer de nombreux passages dans ses pièces de théâtre, se sentant surveillé lors de ses représentations.
C'est avec Wege im Zwielicht en 1948 qu'il débute au cinéma sous la direction de Gustav Fröhlich. En 1960, il joue dans l'un des premiers films d'Edgar Wallace d'après-guerre : Der Rächer. La même année il joue dans Es ist soweit. Et en 1966, il joue aux côtés d'Heinz Reincke dans l'une des premières série télé en couleurs allemandes Adrian der Tulpendieb.
Après avoir joué en 1962 dans Max, der Taschendieb avec Heinz Rühmann, il joue en 1964 le rôle d'un médecin dans Flug in Gefahr, un film qui inaugurera une longue série de films sur les catastrophes en avion.
Benno Sterzenbach doit surtout son succès au rôle du général Winston Woodrov Wamsler dans La Fantastique Aventure du vaisseau Orion. On l'aperçoit comme invité dans des séries telles que Die fünfte Kolonne, Inspecteur Derrick ou Le Renard.
En France, il est surtout connu pour son rôle du major Achbach dans La Grande Vadrouille avec Bourvil et Louis de Funès, réalisé par Gérard Oury en 1966. Seize ans plus tard, Oury réengagera Sterzenbach pour son film L'As des as en 1982.
Il épouse en deuxièmes noces l'actrice Almut Rothweiler et a quatre enfants.

## Filmographie partielle

### Cinéma
- 1959 : Es ist soweit
- 1960 : Le Vengeur défie Scotland Yard
- 1964 : Flug in Gefahr
- 1965 : Doktor Murkes gesammelte Nachrufe
- 1966 : La Grande Vadrouille de Gérard Oury : major Achbach
- 1982 : L'As des as de Gérard Oury : un commissaire de la Gestapo
- 2003 : Raumpatrouille Orion – Rücksturz ins Kino - Commando Spatial : Retour au Cinéma. Le film cinématographique, destiné à illustrer le succès de la série de 1966, est une synthèse des sept épisodes de la série, d'une durée de 90 minutes. Rôle : Général Winston Woodrov Wamsler

### Télévision
- 1966 : Commando spatial - La Fantastique Aventure du vaisseau Orion. Rôle : Général Winston Woodrov Wamsler
- 1966 : Max, der Taschendieb
- 1976 : Derrick: Tod der Kolibris (La mort du colibri): Monsieur Birkmann
- 1977 : Derrick: Das Kuckucksei (Responsabilité partagée): Siegfried Horre

## Prix
- 1977 : Il a reçu le Hersfeld-Preis